# ان‌جی‌سی ۶۳۶
ان‌جی‌سی ۶۳۶ (انگلیسی: NGC 636) یک کهکشان بیضی شکل در صورت فلکی نهنگ است که حدود ۹۶ میلیون سال نوری از کهکشان راه شیری فاصله دارد. این کهکشان توسط ستاره شناس آلمانی-بریتانیایی ویلیام هرشل در سال ۱۷۸۵ میلادی کشف شد.